# Cecilia Wikström
Cecilia Wikström, née le 17 octobre 1965 à Övertorneå, est une femme politique suédoise, membre du parti Les Libéraux.

## Biographie
Cecilia Wikström fait des études de théologie à Stockholm, elle est pasteur pour l'église luthérienne de Suède. Élue au Parlement européen lors des élections européennes de 2009, elle est réélue en 2014. Elle y siège au sein de l'Alliance des démocrates et des libéraux pour l'Europe et est notamment chargée des questions migratoires et de la réforme du règlement Dublin III.